# Krokstorpegölen
Krokstorpegölen är en sjö i Oskarshamns kommun i Småland och ingår i Marströmmens huvudavrinningsområde. Sjön är 5 meter djup, har en yta på 0,026 kvadratkilometer och är belägen 35,2 meter över havet.